# 雨センサー

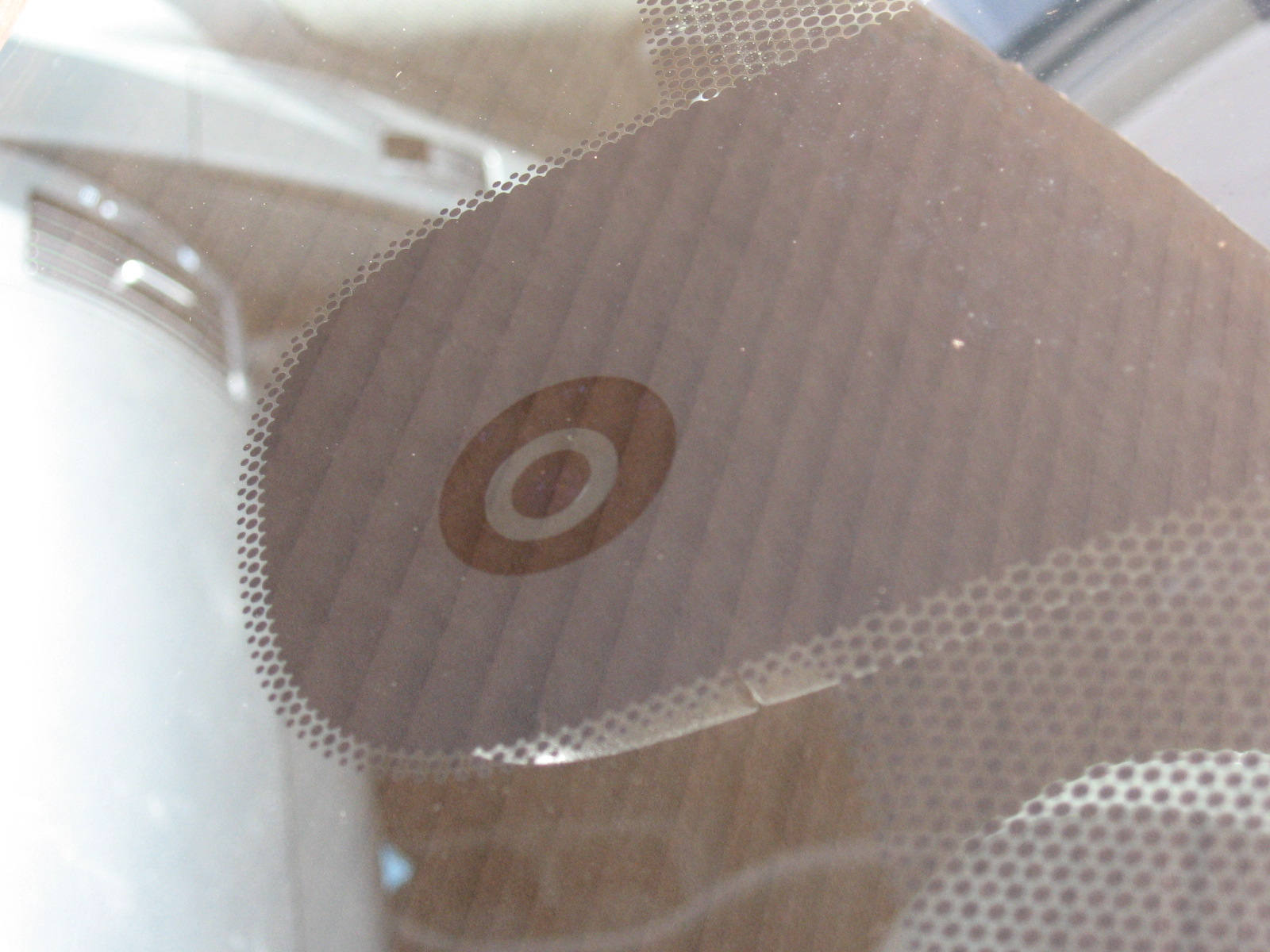
車のフロントガラス上の雨センサー

雨センサー（あめセンサー）は、降雨作動式のスイッチング装置である。灌漑システムで使われる雨量センサーと自動車の雨滴感知オートワイパーで使われる降雨センサーがあるが、本項では後者について述べる。

## 自動車用センサー

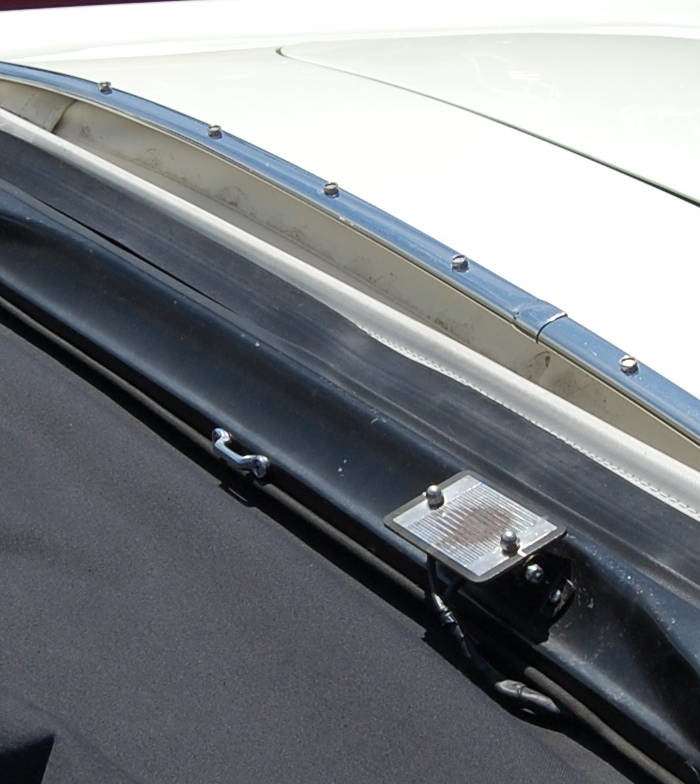
1955年式シボレー・ベルエア・コンバーチブルに搭載されたゼネラルモーターズの自動雨センサー。

1958年、ゼネラルモーターズのキャデラック部門は、雨が降り始めた時にキャデラック・エルドラドのコンバーチブルトップを閉じたり、開いた窓を上げたりするための様々な電気モーターを指導させる水感知スイッチを実験した。こういった装置で初めて登場したのは1950年から1951年頃に作られたコンセプトカーのル・サブルであった。
コンバーチブルトップのためのゼネラルモーターズの自動雨センサーは、シボレー・ベルエアといった車で1950年代にディーラーオプションとして利用可能であった。
1996年モデルで、キャデラックはワイパー用の自動雨センサーを搭載した。

## 雨センサーの物理学

光学式雨センサーの動作を示す図

現代の最も一般的な雨センサーは全反射の原理に基づいている。常に、車内から赤外光がフロントガラスに対して45度の角度で照射される。ガラスが乾いていれば、全反射の臨界角は42度前後である。この値は以下の全反射の式を使って得られる。
{\displaystyle \sin(\theta _{\text{c}})={\frac {n_{1}}{n_{2}}}}
上式において、{\displaystyle n_{1}=1}は赤外光に対する空気の屈折率の近似値、{\displaystyle n_{2}=1.5}は赤外光に対するガラスの屈折率の近似値である。この場合、赤外光の入射角が45度であるため、全ての光は反射され、検出器は最大強度を受け取る。
ガラスが濡れていれば、水の屈折率 ({\displaystyle n_{1}=1.3}) が空気よりも高いため、臨界角は60度前後に変化する。この場合、入射角が45度であるため、全反射が得られない。光線の一部はガラスを通して伝わり、反射によって観測される光強度はより小さくなる。これによってシステムは水を検知し、ワイパーを作動させる。